# Shirley Robertson
Shirley Ann Robertson OBE (Dundee, 15 de julho de 1968) é uma velejadora escocesa campeã olímpica. Foi a primeira britânica a conquistar duas medalhas de ouro olímpicas em edições consecutivas dos Jogos, Sydney 2000 e Atenas 2004.
Shirley foi nomeada Velejadora do Ano pela Federação Internacional de Vela em 2000 e condecorada como Membro da Ordem do Império Britânico (MBE) em 2001 e Oficial (OBE) em 2004.